# Hot Fuss
Hot Fuss es el álbum de estudio debut de la banda estadounidense de indie rock The Killers, el álbum fue producido por la banda y Jeff Saltzman, las letras del álbum fueron escritas principalmente por Brandon Flowers, vocalista de la banda, aunque en algunas también participan Dave Keuning, Mark Stoermer y Ronnie Vannucci; guitarrista, bajista y baterista de la banda respectivamente. Fue lanzado comercialmente el 7 de junio de 2004, recibiendo críticas generalmente buenas.

## Información general
El álbum alcanzó el número 1 en las listas de ventas de Reino Unido, Irlanda y Australia, y fue certificado por triple disco de platino en Canadá por parte de la "Canadian Recording Industry Association" (Asociación Canadiense de la Industria Grabada) el 17 de octubre de 2005. El álbum permaneció por más de cincuenta semanas en el top 50 de la lista musical Billboard 200 de Estados Unidos. Para la promoción del álbum se tomaron como sencillos las canciones "Somebody Told Me", "Mr. Brightside", "All These Things That I've Done" y "Smile Like You Mean It" en ese orden. A finales de 2005 se lanzó una edición especial del álbum que incluía un boxset de 11 discos de vinilo de 7", dicha versión incluía en los lados A canciones del álbum y en los lados B canciones que no fueron incluidas en el álbum. Además, "Hot Fuss" se convirtió en uno de los últimos cinco álbumes en orden cronológico, en ser incluidos en la lista "1001 Albums You Must Hear Before You Die" (1001 álbumes que debes escuchar antes de morir). Hot Fuss vendió más de 4.5 millones de copias legales en su primer año de lanzamiento. Después de ser nominado a cinco Grammys, ha vendidó más de 7.5 millones de copias mundialmente.

## Antecedentes
El álbum se grabó en varios puntos a lo largo de 2003 con Jeff Saltzman en Berkeley, California, a excepción de "Everything Will Be Alright", que fue grabado por Corlene Byrd en el apartamento del guitarrista Dave Keuning. Muchos de los temas se grabaron originalmente como maquetas, que la banda decidió conservar por su espontaneidad. El álbum fue mezclado por Mark Needham en los estudios Cornerstone de Los Ángeles y Alan Moulder en los estudios Eden de Londres. En 2012, Brandon Flowers dijo a NME que se sentía "deprimido" después de escuchar el álbum Is This It de los Strokes. "Ese disco simplemente sonaba tan perfecto", dijo. "Tiramos todo [en lo que estábamos trabajando] y la única canción que hizo el corte y permaneció fue 'Mr. Brightside'".
Las canciones "Midnight Show" y "Jenny Was a Friend of Mine" son dos partes de la llamada "Murder Trilogy", que detalla la historia ficticia de una mujer que es asesinada por su novio celoso. La primera parte, "Leave the Bourbon on the Shelf", aparece en la compilación de caras B y rarezas de la banda, Sawdust.

## Producción
El álbum incluye un efecto vocal llamado Echo Farm en la voz de Flowers. En 2014, Needham relató: "Éramos tres los que participamos en la producción de ese disco: Braden Merrick, Jeff Saltzman y yo. Jeff y yo habíamos sido socios durante unos años. Él era abogado especializado en entretenimiento y se dedicaba a comprar cosas, pero en realidad también quería ser productor. Le pusimos un estudio a Jeff, le iniciamos en la grabación y, como es un tipo inteligente, lo aprendió muy rápido. En ese momento, Echo Farm acababa de salir, y ese era realmente el único efecto vocal que tenía. Si abres Echo Farm, el primer ajuste que aparece es el predeterminado, que sobredimensiona un poco la voz y establece un retardo de 84 ms. Eso era básicamente lo que ponía en todo y se convirtió en el tono vocal por defecto de todo el disco, además de que funcionaba muy bien, así que lo mantuvimos. Cambia un poco en algunas cosas, pero fue un efecto bastante consistente en todo el disco".

## Obra gráfica
La portada del álbum fue fotografiada por Matthias Clamer en el año 2000, en la región sur de los suburbios de Pekín, China. Los caracteres que aparecen en la parte superior de cada edificio ("建", "材", "开" y "发") se traducen como "desarrollo de materiales de construcción".

## Lanzamiento y recepción
Hot Fuss ha recibido críticas generalmente positivas por parte de los críticos. En Metacritic, el álbum tiene una puntuación media ponderada de 66 sobre 100 basada en 20 críticas, lo que indica "críticas generalmente favorables".
Hot Fuss salió a la venta el 7 de junio de 2004 en el Reino Unido y el 15 de junio de 2004 en Estados Unidos. En 2005, se reeditó como una caja de once discos de vinilo de siete pulgadas, con una canción del álbum en cada cara A y temas no relacionados con el álbum en las caras B. Fue certificado como triple platino por la Recording Industry Association of America (RIAA) el 1 de diciembre de 2005, y en enero de 2017 había vendido 3,75 millones de copias en Estados Unidos.
Hot Fuss encabezó la lista de álbumes del Reino Unido durante dos semanas consecutivas en enero de 2005. Fue el vigésimo sexto álbum más vendido de la década de 2000 en el Reino Unido,  y figura entre los 40 álbumes más longevos de la historia de la lista de álbumes del Reino Unido, con 254 semanas. El 22 de julio de 2013, la Industria Fonográfica Británica (BPI) certificó el álbum como siete veces platino; en agosto de 2020, había vendido 2.335.495 copias en el Reino Unido. En 2022, el álbum fue nombrado como el vigésimo álbum debut más exitoso en la historia de las listas del Reino Unido. El álbum también ha sido certificado como platino o multiplatino en Australia, Canadá, Irlanda y Nueva Zelanda. En diciembre de 2012, Hot Fuss había vendido más de siete millones de copias en todo el mundo.
Rolling Stone situó a Hot Fuss en el puesto 43 de su lista de los "100 mejores álbumes de la década", y en un momento dado figuró entre los 1001 álbumes que debes escuchar antes de morir. Los lectores de Gigwise lo votaron como el número uno de los "mejores álbumes de debut de todos los tiempos" en 2013. Rolling Stone situó a Hot Fuss en el puesto 33 de su lista de "Los 100 mejores álbumes de debut de todos los tiempos".

## Formatos
- CD — contiene las 11 canciones originales del álbum (versión estándar).[24]
- CD bonustrack — contiene las 11 canciones de la versión estándar más el bonus "Glamorous Indie Rock and Roll".[24]
- CD Australia, Reino Unido y Estados Unidos — Contiene las 11 canciones originales del álbum pero la 8.ª canción "Change Your Mind" es sustituida por "Glamorous Indie Rock and Roll"..
- CD Edición limitada para EE. UU. y "delux version" japonesa — contiene 14 canciones, 11 del álbum original más "Glamorous Indie Rock and Roll", "The Ballad Of Michael Valentine" y "Under the Gun", con una carátula diferente con la misma imagen pero con fondo negro y tipografía blanca..
- CD+DVD Edición especial — contiene la versión estadounidense del álbum en CD más los remixes "Somebody Told Me" (Mylo Mix), "Smile Like You Mean It" (Fischerspooner Mix), "Smile Like You Mean It" (Ruff and Jam Eastside Mix) y un DVD con los videos musicales de "Smile Like You Mean It" y "All These Things That I've Done" y los vídeos de las presentaciones en vivo de "Somebody Told Me", "Jenny Was a Friend of Mine" y "Mr. Brightside" en Glastonbury, Reino Unido en el 2005. Con la misma carátula que la versión estándar a excepción de una leyenda sobre el logo de The Killers que dice "special edition".[25]
- CD Slidepack edition — contiene las canciones de la versión "bonus track" más el vídeo musical de "Somebody Told Me".[26]
- 7" Box set — contiene 11 discos de vinilo de 7", en los lados A contiene las canciones de la versión estándar y en los lados B canciones inéditas del álbum y algunas remezclas (ver abajo).[27]

## Lista de canciones
| N.º | Nombre | Duración |
| --- | --- | -------- |
| 1   | «Jenny Was a Friend of Mine» Escritor(es): Brandon Flowers, Mark Stoermer Productor(es): The Killers, Jeff Saltzman    | 4:04     |
| 2   | «Mr. Brightside» Escritor(es): Brandon Flowers, Dave Keuning Productor(es): The Killers, Jeff Saltzman                 | 3:42     |
| 3   | «Smile Like You Mean It» Escritor(es): Brandon Flowers, Mark Stoermer Productor(es): The Killers, Jeff Saltzman, Saltz | 3:54     |
| 4   | «Somebody Told Me» Escritor(es): Flowers, Keuning, Stoermer, Vannucci Productor(es): The Killers, Jeff Saltzman        | 3:17     |
| 5   | «All These Things That I've Done» Escritor(es): Brandon Flowers Productor(es): The Killers, Jeff Saltzman              | 5:01     |
| 6   | «Andy, You're a Star» Escritor(es): Brandon Flowers Productor(es): The Killers, Jeff Saltzman                          | 3:14     |
| 7   | «On Top» Escritor(es): Flowers, Keuning, Stoermer, Vannucci Productor(es): The Killers, Jeff Saltzman                  | 4:18     |
| 8   | «Change Your Mind» Escritor(es): Brandon Flowers, Dave Keuning Productor(es): The Killers, Jeff Saltzman               | 3:10     |
| 9   | «Believe Me Natalie» Escritor(es): Brandon Flowers, Ronnie Vannucci Jr. Productor(es): The Killers, Jeff Saltzman      | 5:06     |
| 10  | «Midnight Show» Escritor(es): Brandon Flowers, Mark Stoermer Productor(es): Brandon Flowers                            | 4:02     |
| 11  | «Everything Will Be Alright» Escritor(es): Brandon Flowers Productor(es): The Killers, Jeff Saltzman                   | 5:45     |

### 7" box set
Esta es una versión especial del álbum de un box set de 11 discos de vinilo de 7" lanzado a finales de 2005. Tan solo se lanzaron 5.000 copias de esta versión.
| Disco    | Canciones                                                               |
| -------- | ----------------------------------------------------------------------- |
| Disco 1  | "Jenny Was a Friend of Mine" "Somebody Told Me" (Josh Harris Remix)     |
| Disco 2  | "Mr. Brightside" "Under the Gun"                                        |
| Disco 3  | "Smile Like You Mean It" "Show You How"                                 |
| Disco 4  | "Somebody Told Me" "The Ballad of Michael Valentine"                    |
| Disco 5  | "All These Things That I've Done" "Why Don't You Find Out For Yourself" |
| Disco 6  | "Andy, You're A Star" "Ruby, Don't Take Your Love To Town"              |
| Disco 7  | "On Top" "Mr. Brightside" (Thin White Duke Remix)                       |
| Disco 8  | "Change Your Mind" "Glamorous Indie Rock and Roll"                      |
| Disco 9  | "Believe Me Natalie" "Smile Like You Mean It" (Acoustic)                |
| Disco 10 | "Midnight Show" "Who Let You Go?"                                       |
| Disco 11 | "Everything Will Be Alright" "Get Trashed"                              |

## Sencillos
Para la promoción del álbum se tomaron cuatro canciones de este para ser lanzadas como sencillos comerciales, los sencillos lanzados incluyen "Somebody Told Me" el cual fue lanzado a mediados de marzo de 2004 como primer corte del álbum e incluía como lados B las canciones "The Ballad of Michael Valentine" y "Under The Gun" las cuales no se incluyen en la versión estándar del álbum. Como segundo sencillo se lanzó "Mr. Brightside" el cual contó con dos videos musicales, uno de ellos dirigido por Sophie Muller, la canción resultó todo un éxito en Estados Unidos donde lograron su primer top 10 en el Billboard Hot 100 de dicho país, el sencillo fue lanzado en septiembre de 2004. Para tercer sencillo se escogió a la canción "All These Things That I've Done" que al igual que su pasado sencillo contó con dos videos y uno de estos fue dirigido por Anton Corbijn, la canción tuvo un éxito moderado; sin embargo, alcanzó el número 18 en el UK Singles Chart de Reino Unido. Como cuarto y último sencillo se tomó a "Smile Like You Mean It" el cual solo fue lanzado en algunos países entre ellos Reino Unido, Australia e Irlanda.
| Sencillo                          | Lanzamiento                              | Mejores posiciones | Mejores posiciones | Mejores posiciones | Mejores posiciones |
| Sencillo                          | Lanzamiento                              | Hot 100            | Rock               | Top 40             | ARIA               |
| --------------------------------- | ---------------------------------------- | ------------------ | ------------------ | ------------------ | ------------------ |
| "Somebody Told Me"                | - Reino Unido: 15 de marzo de 2004.      | 51                 | 3                  | 3                  | 17                 |
| "Mr. Brightside"                  | - Reino Unido: 29 de septiembre de 2004. | 10                 | 3                  | 10                 | 29                 |
| "All These Things That I've Done" | - Mundial: 30 de agosto de 2004.         | 74                 | 10                 | 18                 | 42                 |
| "Smile Like You Mean It"          | - Mundial: 2 de mayo de 2005.            | -                  | -                  | 11                 | 47                 |

## Listas de popularidad
| País           | Lista musical              | Primera semana | Posición de ingreso | Máxima posición | Semanas en la máxima posición | Semanas en la lista | Última semana | Posición de salida |
| -------------- | -------------------------- | -------------- | ------------------- | --------------- | ----------------------------- | ------------------- | ------------- | ------------------ |
| Australia      | ARIA Top 50 álbumes        | 2004-08-15     | 22                  | 1               | 1                             | 63                  | 2007-04-29    | 50                 |
| Austria        | Ö3 Alben Top 75            | 2004-10-17     | 73                  | 60              | 1                             | 7                   | 2005-05-08    | 60                 |
| Estados Unidos | The Billboard 200          | 2004-07-06     | 59                  | 7               | 1                             | 83                  | 2006-01-31    | 96                 |
| Finlandia      | Top 40 álbumes             | 2005-04-05     | 35                  | 15              | 1                             | 3                   | 2007-04-03    | 15                 |
| Francia        | IFOP Top 200 álbumes       | 2004-10-10     | 70                  | 8               | 1                             | 73                  | 2006-04-22    | 177                |
| Irlanda        | IRMA Top 75 álbumes        | 2004-06-15     | 52                  | 1               | 11                            | 150                 | 2008-03-25    | 74                 |
| Italia         | FIMI Top 50 álbumes        | 2005-03-29     | 37                  | 37              | 2                             | 2                   | 2005-04-05    | 37                 |
| Nueva Zelanda  | Top 40 Albums Chart        | 2005-01-10     | 39                  | 5               | 1                             | 43                  | 2005-10-31    | 37                 |
| Países Bajos   | Dutch Charts Album Top 100 | 2004-09-25     | 65                  | 46              | 1                             | 23                  | 2005-09-24    | 87                 |
| Reino Unido    | UK Albums Chart Top 75     | 2004-06-22     | 6                   | 1               | 2                             | 145                 | 2008-03-25    | 70                 |
| Suiza          | Hitparade Alben Top 100    | 2005-02-20     | 93                  | 48              | 1                             | 26                  | 2005-10-02    | 93                 |

## Certificaciones
| País           | Proveedor/Asociación                      | Certificación | Fecha      |
| -------------- | ----------------------------------------- | ------------- | ---------- |
| Australia      | Australian Recording Industry Association | 3x Platino    | 2007       |
| Canadá         | Canadian Recording Industry Association   | 3x Platino    | 17-10-2005 |
| Estados Unidos | Recording Industry Association of America | 3x Platino    | 01-12-2005 |
| Reino Unido    | British Phonographic Industry             | 4x Platino    | 22-07-2005 |